# Governo Morawiecki III
Il Governo Morawiecki III è stato il ventunesimo governo della Polonia, in carica, per un totale di 2 settimane, dal 27 novembre all'11 dicembre 2023, non avendo ottenuto la fiducia parlamentare.
Presieduto dal Primo ministro Mateusz Morawiecki, si tratta di un governo di coalizione di minoranza composto da Diritto e Giustizia (PiS), Polonia Solidale (SP) e Indipendenti, nonché il primo governo in assoluto del paese a non essere stato confermato dopo la nomina.
Il governo fu composto, per la prima volta nella storia della Polonia, da una maggioranza di donne, ben 10 su 18 ministri totali.

## Storia

### Formazione
In seguito al risultato delle elezioni parlamentari del 2023, che hanno visto la formazione uscente Destra Unita, di estrema destra e fino a quel momento detentrice di una solida maggioranza parlamentare assoluta, ottenere la sola maggioranza relativa dei seggi, a discapito dell’opposizione trasversale congiunta di Coalizione Civica (KO), formazione liberale guidata nuovamente da Donald Tusk, Terza Via (TD), di centro-destra ambientalista-ruralista, e La Sinistra (LEWICA), di centro-sinistra, per il paese si è preannunciato un periodo di paralisi istituzionale notevole, specie per il forte ostruzionismo esercitato dal Presidente Andrzej Duda.
Questi, infatti, essendo del partito fattualmente sconfitto Diritto e Giustizia (PiS), in virtù delle sue prerogative presidenziali, ha ritardato fino all’ultimo giorno costituzionalmente possibile (13 novembre), la convocazione del neo-eletto Parlamento, incaricando contestualmente il 7 novembre, a giustificazione della prassi istituzionale, il Presidente del Consiglio uscente Mateusz Morawiecki, dello stesso partito (in quanto tecnicamente leader della fazione maggioritaria), di formare una nuova maggioranza di governo, nonostante il Parlamento ampiamente contrario. 
In virtù di tale mandato, dunque, Morawiecki ha tentato di avviare i contatti con le altre forze di governo, specie con Terza Via (TD) e Confederazione Libertà e Indipendenza (KWiN), per cercare di raggiungere una maggioranza stabile, pur senza significativi ed incisivi risultati.
Ciononostante, sebbene fossero ampiamente ben noti il fallimento dei colloqui ed il previsto fallimento della mozione di fiducia, il Presidente Duda ha comunque chiesto a Morawiecki di fornirgli una lista dei ministri, con cui, effettuato il giuramento il 27 novembre, ha dovuto  presentarsi in Parlamento entro 14 giorni (ex-Cost. Art. 154, § 2), rimanendo per questo lasso di tempo in carica con regolari poteri.
Questa peculiare situazione, dunque, ha fatto sì che questo governo fosse ben presto denominato dai media come il “Governo delle due settimane” o “Governo Zombie”.

### Dimissioni
L’11 dicembre 2023, non avendo ricevuto, come previsto, la fiducia dal Sejm, il governo è stato costretto, ai sensi dell’Art. 162, § (2), sez. 1 della Costituzione, alle dimissioni. È rimasto tuttavia in carica come governo provvisorio a capacità limitata ai sensi del § (3), fino alla formazione del governo successivo.

## Situazione parlamentare
Di seguito una tabella riassuntiva delle posizioni dei partiti al momento del fallimento della mozione di fiducia, l’11 dicembre 2023:
| Camera | Collocazione | Partiti                                                      | Seggi     |
| Sejm   |              |                                                              |           |
| ------ | ------------ | ------------------------------------------------------------ | --------- |
| Sejm   | Favorevoli   | ZL (187), Kukiz'15 (3)                                       | 190 / 460 |
| Sejm   | Contrari     | KO (157), P2050-TD (33), PSL-TD (32), LEWICA (26), KWiN (18) | 266 / 460 |
| Sejm   | Assenti      | ZL (4)                                                       | 4 / 460   |

## Composizione
Diritto e Giustizia (PiS)
     Polonia Sovrana (SP)
     Indipendenti (IND)
| Carica                                                 | Titolare | Titolare | Titolare                       | Partito |
| ------------------------------------------------------ | -------- | -------- | ------------------------------ | ------- |
| Presidente del Consiglio                               |          |          | Mateusz Morawiecki             | PiS     |
| Ministra senza portafoglio                             |          |          | Izabela Antos                  | IND     |
| Ministro senza portafoglio                             |          |          | Jacek Ozdoba                   | SP      |
| Ministro degli Affari esteri                           |          |          | Szymon Szynkowski vel Sęk      | PiS     |
| Ministro dell'Interno e della Pubblica amministrazione |          |          | Paweł Szefernaker              | PiS     |
| Ministro della Giustizia                               |          |          | Marcin Warchoł                 | SP      |
| Ministro dell’Istruzione e dell'Istruzione superiore   |          |          | Krzysztof Szczucki             | PiS     |
| Ministro della Difesa                                  |          |          | Mariusz Błaszczak              | PiS     |
| Ministra per la Famiglia e le Politiche sociali        |          |          | Dorota Bojemska                | IND     |
| Ministra per la Cultura ed il Patrimonio nazionale     |          |          | Dominika Chorosińska           | PiS     |
| Ministra per lo Sport ed il Turismo                    |          |          | Danuta Dmowska                 | IND     |
| Ministro delle Infrastrutture                          |          |          | Alvin Gajadhur                 | IND     |
| Ministra per l'Agricoltura e lo Sviluppo rurale        |          |          | Anna Gembicka                  | PiS     |
| Ministra per i Fondi e la Politica regionale           |          |          | Małgorzata Jarosińska-Jedynak  | IND     |
| Ministro delle Finanze                                 |          |          | Andrzej Kosztowniak            | PiS     |
| Ministra della Salute                                  |          |          | Ewa Krajewska                  | IND     |
| Ministra per il Clima e l'Ambiente                     |          |          | Anna Łukaszewska-Trzeciakowska | IND     |
| Ministra dello Sviluppo e della Tecnologia             |          |          | Marlena Maląg                  | PiS     |
| Ministra per i Beni statali                            |          |          | Marzena Małek                  | IND     |

Fonte:

### Annotazioni
1. ↑  Viene riportata la situazione parlamentare solo di questa camera (e non anche del Senato) poiché solo quest'ultima ha il potere di controllare il rapporto di fiducia con l'esecutivo

### Fonti
1. ↑  Non avendo ricevuto la fiducia, ai sensi dell’Art. 162 § (2), sez. 1 della Costituzione. Esso tuttavia rimase comunque in carica per gli affari correnti ed urgenti fino alla formazione di un nuovo governo, ai sensi del § (3).
2. ↑  (PL) Uroczystość powołania przez Prezydenta RP nowego rządu[collegamento interrotto], Oficjalna strona Prezydenta Rzeczypospolitej Polskiej, 27 novembre 2023.
3. 1 2   Il Parlamento polacco boccia Morawiecki. Sfida contro il tempo di Tusk per il Consiglio Europeo, eunews, 11 dicembre 2023.
4. 1 2   Polonia, il Parlamento boccia Morawiecki, verso la nomina di Tusk a nuovo premier di Varsavia, Rai News, 11 dicembre 2023.
5. ↑   Daria Onisk, Premier Morawiecki powołał rząd. Stery przejmie nowa gwardia. „Ponad połowę będą stanowiły kobiety”, su bankier.pl, 27 novembre 2023.
6. ↑   In Polonia le opposizioni hanno vinto le elezioni, Il Post, 16 ottobre 2023.
7. ↑   Elezioni Polonia: al Pis il 35%, ma la coalizione di Tusk raggiunge il 54%, SkyTG24, 16 ottobre 2023.
8. ↑   Le opposizioni in Polonia non avranno comunque vita facile, Il Post, 17 ottobre 2023.
9. ↑   In Polonia l’ostruzionismo della destra rallenta la formazione del nuovo governo, Il Post, 7 novembre 2023.
10. ↑  (PL) Rząd Morawieckiego zaprzysiężony na dwa tygodnie. Po 14 dniach upadnie, oko.press, 27 novembre 2023.
11. ↑   Polonia, si riunisce per la prima volta il Parlamento. L'opposizione firma un accordo di coalizione, Euronews, 27 novembre 2023.
12. ↑   Polonia: Morawiecki giura da premier, ANSA, 27 novembre 2023.
13. ↑   Il nuovo governo della Polonia potrebbe durare solo 14 giorni, Il Post, 27 novembre 2023.
14. ↑  (PL) Prezydent powoła "rząd dwutygodniowy", Wyborcza, 27 novembre 2023.
15. ↑  (EN) Poland’s zombie government shuffles into being, Politico EU, 27 novembre 2023.
16. ↑   COSTITUZIONE DELLA REPUBBLICA POLACCA, su sulleregole.it, Associazione “Sulle Regole”.
17. ↑  (PL) Głosowanie nad przyjęciem wniosku prezesa Rady Ministrów pana Mateusza Morawieckiego o udzielenie wotum zaufania Radzie Ministrów, su sejm.gov.pl, 11 dicembre 2023.
18. ↑  (PL) PREZYDENT RZECZYPOSPOLITEJ POLSKIEJ, M.P. 2023 poz. 1287 (PDF), su isap.sejm.gov.pl, ISAP - Internetowy System Aktów Prawnych, 27 novembre 2023.
19. ↑  (PL) PREZYDENT RZECZYPOSPOLITEJ POLSKIEJ, M.P. 2023 poz. 1288 (PDF), su isap.sejm.gov.pl, ISAP - Internetowy System Aktów Prawnych, 27 novembre 2023.